# Gaintza
Pour les articles homonymes, voir Gaintza (homonymie).
Gaintza en basque ou Gaínza en espagnol est une commune du Guipuscoa dans la communauté autonome du Pays basque en Espagne.